# مايكل هارينجتون
مايكل هارينجتون (بالإنجليزية: Michael Harrington)‏ هو كاتب أمريكي، ولد في 24 فبراير 1928 في سانت لويس في الولايات المتحدة، وتوفي في 31 يوليو 1989 في لارتشمونت في الولايات المتحدة بسبب سرطان.

## وصلات خارجية
- مايكل هارينجتون على موقع الموسوعة البريطانية (الإنجليزية)
- مايكل هارينجتون على موقع إن إن دي بي (الإنجليزية)